# 13 tháng 10
Ngày 13 tháng 10 là ngày thứ 286 (287 trong năm nhuận) trong lịch Gregory. Còn 79 ngày trong năm.

## Sự kiện
- 54 – Claudius bị sát hại bằng thuốc độc trong hoàn cảnh bí ẩn, con là Nero trở thành Hoàng đế La Mã ở tuổi 16.
- 1307 – Các đặc vụ Vua Philippe IV của Pháp bất ngờ bắt giữ các nhiều Hiệp sĩ dòng Đền, sau đó tra tấn buộc họ phải nhận tội dị giáo.
- 1332 – Ý Lân Chất Ban trở thành khả hãn của Mông Cổ và hoàng đế của triều Nguyên, song chỉ trị vì trong 53 ngày.
- 1773 – Nhà thiên văn học Charles Messier khám phá ra Thiên hà Xoáy Nước, một thiên hà xoắn ốc đang va chạm, cách nay khoảng 23 triệu năm ánh sáng trong chòm sao Lạp Khuyển.
- 1775 – Hải quân Hoa Kỳ bắt đầu hình thành khi Đệ nhị Quốc hội Lục địa quyết định thành lập Hải quân Lục địa trong Cách mạng Mỹ.
- 1792 – Tại Washington, D.C., Hoa Kỳ, viên đá đầu tiên của Dinh Hành chính Hoa Kỳ, sau gọi là Nhà Trắng, được đặt.
- 1917 – Vào khoảng 100.000 người chứng kiến “Phép lạ Mặt trời” gần Fatima, Bồ Đào Nha.
- 1923 – Ankara thay thế Constantinopolis trong vai trò thủ đô của nước Cộng hòa Thổ Nhĩ Kỳ mới thành lập.
- 1972 – Chuyến bay số 571 của Không quân Uruguay rơi xuống khu vực dãy núi Andes gần biên giới Chile–Argentina; cuối cùng có 16 người sống sót đến ngày 23 tháng 12.
- 2010 – Tai nạn mỏ Copiapó tại Chile kết thúc khi toàn bộ 33 thợ mỏ được đưa lên mặt đất sau khi sống sót trong 69 ngày dưới lòng đất chờ cứu giúp.
- 2022 - Kênh truyền hình VTV Cần Thơ phát sóng chính thức.

## Sinh
- 467 –  Bắc Ngụy Hiếu Văn Đế, hoàng đế thứ bảy của triều đại Bắc Ngụy.
- 1925 – Margaret Thatcher, Thủ tướng Anh, (m. 2013)
- 1949 – Phú Quang, nhạc sĩ người Việt Nam (m. 2021)
- 1962 – Kelly Preston, diễn viên người Mỹ (m. 2020)
- 1974 – Anh Tuấn, MC người Việt Nam
- 1981 - Quách Tuấn Du (Trần Trung Du), ca sĩ kiêm nhạc sĩ người Việt Nam
- 1982 – Dương Cẩm Lynh, nữ diễn viên và MC người Việt Nam
- 1986 – Gabriel Agbonlahor, cầu thủ người Anh
- 1988 – Đông Nhi, ca sĩ người Việt Nam
- 1995 – Park Jimin, ca sĩ, vũ công người Hàn Quốc, là thành viên nhóm nhạc BTS.
- 1996 – Đỗ Mỹ Linh, người mẫu, MC, Hoa hậu Việt Nam 2016
- 1997 – Erik, ca sĩ, vũ công người Việt Nam

## Mất
- 54 – Claudius, Hoàng đế La Mã
- 1939 – Vũ Trọng Phụng
- 1988 – Quang Dũng (nhà thơ)
- 1990 – Lê Đức Thọ, Chính khách người Việt Nam
- 2016 – Rama IX, Quốc vương Thái Lan
- 2012 – Vũ Văn Giai, tướng lĩnh Việt Nam Cộng hòa (s. 1934)

## Những ngày lễ và kỷ niệm
- Ngày doanh nhân Việt Nam